# Rosinos de la Requejada
Rosinos de la Requejada – gmina w Hiszpanii, w prowincji Zamora, w Kastylii i León, o powierzchni 154,78 km². W 2011 roku gmina liczyła 424 mieszkańców.